# Charles Richard Johnson

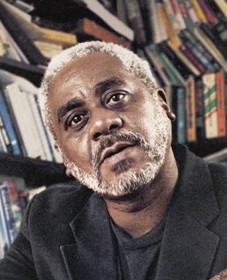
Charles Johnson (2013)

Charles Richard Johnson (* 23. April 1948 in Evanston, Illinois) ist ein afroamerikanischer Roman- und Kurzgeschichtenautor, Essayist und Hochschulprofessor. 
Johnson begann im Alter von 17 Jahren, Cartoons und Comics zu veröffentlichen und studierte Philosophie und Literarische Ästhetik. Er lebt in Seattle (Washington), unterrichtet an der dortigen Universität im Fach Creative Writing und war Gastgeber einer eigenen Zeichnersendung im Fernsehen, Charlie's Pad. Er veröffentlichte Romane, Erzählungen, Essays und schrieb mehrere Drehbücher zu afroamerikanischen Themen. Zu seinen bekanntesten Werken zählen die historischen Romane „Die Überfahrt“ und „Dreamer“. Während in „Die Überfahrt“ ein Ich-Erzähler von seinen Erlebnissen auf einem Sklavenschiff erzählt, schildert „Dreamer“ die letzten Tage Martin Luther Kings aus der Sicht eines seiner Mitstreiter. Seine literarischen Werke sind  von europäischer, afrikanischer und fernöstlicher Philosophie, vor allem dem Zen-Buddhismus, afroamerikanischer Folklore sowie satirischen Elementen beeinflusst. Zu seinen literarischen Einflüssen zählen Ralph Ellison, John A. Williams und Herman Melville.

## Werke
- Die Überfahrt, Roman, aus dem Amerikanischen von Martin Hielscher, Suhrkamp Verlag, Frankfurt am Main 2002. ISBN 3-518-39828-8 (Middle Passage, 1990)
- Dreamer. Roman
- Oxherding Tale. Roman
- Faith and the Good Things. Roman
- The Sorcerer´s Apprentice. Erzählungen
- Soulcatcher and Other Stories. Erzählungen
- Being and Race. Essays